# くろば温泉
くろば温泉（くろばおんせん）は、富山県南砺市上平細島1098に所在する温泉。かつては上平村→南砺市直営で運営されていたが、2010年4月以降は上平観光開発株式会社が指定管理者となり、運営されている。

## 泉質
- ナトリウム・カルシウム - 硫酸塩・塩化物泉（低張性・弱アルカリ泉[2]、泉温35.3℃〔2002年時点〕[3]→28℃〔2024年時点〕[4]、揚水量は動力揚水で毎分66.0リットル、源泉の深さ1,259m、pH7.7、溶存物質は5,714mg/kg[4]）
- 浴用としては等に神経痛、筋肉痛、関節痛、五十肩、運動麻痺、関節のこわばり、打ち身、くじき、慢性消化器病、痔疾、冷え症、慢性皮膚病、疲労回復などに効果がある（※いずれも効能はその効果を万人に保証するものではない）[3]。

## 歴史
当時の上平村の依頼を受けた三井金属神岡鉱業所および富山大学による調査を経て、1986年5月から同年11月にかけて、富山ボーリングがワイヤライン工法で深度1,200mまで掘削した結果、エアーリフトで泉温35℃、毎分40リットルの温泉が湧き出た。上平村民からの公募により当温泉が出た古い地名から『くろば温泉』と名付けられ、富山県内初の自治体直営の温泉施設として、1989年7月14日に竣工式を行い、同年7月15日に開業した。
上平観光開発が指定管理者となった後の2010年4月21日には、レストラン『味彩くろば』が開業した。

## 温泉街
庄川の小原ダム湖畔に日帰り入浴施設（鉄筋一部鉄骨コンクリート2階建て、延床面積1,118m2）のみが存在。浴場は男女ごとに内風呂、露天風呂、サウナが完備されている。休憩用の大広間も備えられており、2階にはレストラン『味彩くろば』が完備されている。営業時間は10時から21時まで（最終受付は20時半まで）、火曜日定休（火曜日が祝日の場合は翌日）、駐車場は50台。

## 関連記事
- 小原ダム